# Antigua e Barbuda ai Giochi della XXV Olimpiade
Antigua e Barbuda partecipò ai Giochi della XXV Olimpiade, svoltisi a Barcellona, Spagna, dal 25 luglio al 9 agosto 1992, con una delegazione di 13 atleti impegnati in tre discipline.

## Delegazione
| Sport            | Uomini | Donne | Totale |
| ---------------- | ------ | ----- | ------ |
| Atletica leggera | 3      | 2     | 5      |
| Ciclismo         | 3      | -     | 3      |
| Vela             | 3      | 2     | 5      |
| Totale           | 9      | 4     | 13     |

## Risultati

### Atletica leggera
| Q | Qualificato al turno successivo per la posizione in qualificazione                                                           |
| q | Qualificato per il turno successivo per ripescaggio o, negli eventi su campo, conquistando la misura minima per qualificarsi |

Maschile
Eventi su pista e strada
| Atleta          | Evento | Batteria  | Batteria  | Quarti di finale | Quarti di finale | Semifinale      | Semifinale      | Finale          | Finale          |
| Atleta          | Evento | Risultato | Posizione | Risultato        | Posizione        | Risultato       | Posizione       | Risultato       | Posizione       |
| --------------- | ------ | --------- | --------- | ---------------- | ---------------- | --------------- | --------------- | --------------- | --------------- |
| Kenmore Hughes  | 200 m  | 22"18     | 67º       | non qualificato  | non qualificato  | non qualificato | non qualificato | non qualificato | non qualificato |
| Kenmore Hughes  | 400 m  | 48"56     | 56º       | non qualificato  | non qualificato  | non qualificato | non qualificato | non qualificato | non qualificato |
| Dale Jones      | 800 m  | 1'50"43   | 32º       | non qualificato  | non qualificato  | non qualificato | non qualificato | non qualificato | non qualificato |
| Reuben Appleton | 1500 m | 4'02"99   | 44º       | non qualificato  | non qualificato  | non qualificato | non qualificato | non qualificato | non qualificato |

Femminile
Eventi su pista e strada
| Atleta             | Evento | Batteria  | Batteria  | Quarti di finale | Quarti di finale | Semifinale      | Semifinale      | Finale          | Finale          |
| Atleta             | Evento | Risultato | Posizione | Risultato        | Posizione        | Risultato       | Posizione       | Risultato       | Posizione       |
| ------------------ | ------ | --------- | --------- | ---------------- | ---------------- | --------------- | --------------- | --------------- | --------------- |
| Heather Samuel     | 100 m  | 11"76     | 34ª       | non qualificata  | non qualificata  | non qualificata | non qualificata | non qualificata | non qualificata |
| Heather Samuel     | 200 m  | 24"09     | 31ª Q     | 24"12            | 31ª              | non qualificata | non qualificata | non qualificata | non qualificata |
| Charmaine Gilgeous | 400 m  | 55"48     | 35ª       | non qualificata  | non qualificata  | non qualificata | non qualificata | non qualificata | non qualificata |

### Ciclismo

#### Pista
Maschile
| Atleta        | Evento                   | Qualificazioni | Qualificazioni | Primo round     | Primo round     | Finale          | Finale          |
| Atleta        | Evento                   | Risultato      | Posizione      | Risultato       | Posizione       | Risultato       | Posizione       |
| ------------- | ------------------------ | -------------- | -------------- | --------------- | --------------- | --------------- | --------------- |
| Robert Peters | Inseguimento individuale | raggiunto      |                | non qualificato | non qualificato | non qualificato | non qualificato |

| Atleta     | Evento     | Posizione | Risultato |
| ---------- | ---------- | --------- | --------- |
| Neil Lloyd | Cronometro | 1'14"816  | 31º       |

| Atleta     | Evento        | Qualificazioni | Qualificazioni | Finale          | Finale          |
| Atleta     | Evento        | Risultato      | Posizione      | Risultato       | Posizione       |
| ---------- | ------------- | -------------- | -------------- | --------------- | --------------- |
| Neil Lloyd | Corsa a punti | DNF            | DNF            | non qualificato | non qualificato |

#### Strada
Maschile
| Atleta        | Evento         | Posizione | Risultato |
| ------------- | -------------- | --------- | --------- |
| Neil Lloyd    | Corsa in linea | DNF       | DNF       |
| Robert Marsh  | Corsa in linea | DNF       | DNF       |
| Robert Peters | Corsa in linea | DNF       | DNF       |

### Vela
Maschile
| Atleta               | Evento  | Gara | Gara | Gara | Gara | Gara | Gara | Gara | Gara | Gara | Gara | Punti | Posizione |
| Atleta               | Evento  | 1    | 2    | 3    | 4    | 5    | 6    | 7    | 8    | 9    | 10   | Punti | Posizione |
| -------------------- | ------- | ---- | ---- | ---- | ---- | ---- | ---- | ---- | ---- | ---- | ---- | ----- | --------- |
| Ty Brodie            | Mistral | 40   | 41   | 39   | DNC  | 40   | 40   | DNC  | 43   | 43   | DNC  | 430   | 43º       |
| Franklyn Braithwaite | Finn    | 28   | 25   | 23   | 24   | 27   | 28   | 24   | N.D. | N.D. | N.D. | 187   | 27º       |

Femminile
| Atleta       | Evento | Gara | Gara | Gara | Gara | Gara | Gara | Gara | Punti | Posizione |
| Atleta       | Evento | 1    | 2    | 3    | 4    | 5    | 6    | 7    | Punti | Posizione |
| ------------ | ------ | ---- | ---- | ---- | ---- | ---- | ---- | ---- | ----- | --------- |
| Karen Portch | Europa | 19   | 24   | 18   | 23   | 22   | 20   | 22   | 160   | 23ª       |

Open
| Atleta                       | Evento | Gara | Gara | Gara | Gara | Gara | Gara | Gara | Punti | Posizione |
| Atleta                       | Evento | 1    | 2    | 3    | 4    | 5    | 6    | 7    | Punti | Posizione |
| ---------------------------- | ------ | ---- | ---- | ---- | ---- | ---- | ---- | ---- | ----- | --------- |
| Paola Vittoria Carlo Falcone | Star   | 25   | 25   | 21   | 26   | 17   | 25   | 21   | 170   | 24º       |